# برايان برينان (لاعب كرة قدم أمريكية)
برايان برينان (بالإنجليزية: Brian Brennan)‏ هو لاعب كرة قدم أمريكية أمريكي، ولد في 15 فبراير 1962 في بلدة بلومفيلد في الولايات المتحدة.

## وصلات خارجية
- برايان برينان على موقع مرجع كرة القدم المحترفة.كوم (الإنجليزية)